# Mariola (pombo)
O mariola é uma variedade de pombo , considerada a mais antiga de Portugal. Há quem o atribua a cruzamentos com o "Ramelinha", importado da Índia na época dos descobrimentos, ou a partir de exemplares vindos do Norte de África, fixados na Península Ibérica durante a ocupação árabe.
O Mariola é um pombo muito robusto, baixo e largo, medindo do bico à cauda cerca de 40 centímetros e atingindo os 700 gramas de peso. Tem um bico muito curto e grosso, Carúncula grandes e lisas, uma barbela muito farta pendendo da mandíbula inferior e desaparecendo antes do peito, que é muito saliente. Pertence ao grande grupo de pombos de fantasia, já que as dificuldades com que cria devido à extrema pequenez do bico, lhe não permitem ser grande reprodutor e ser utilizado na alimentação do homem. É necessário, portanto, possuir outros pombos para chocar os seus ovos, pois dificilmente consegue dar comida aos borrachos.
Apesar desta dificuldade, o Mariola deve ser considerado uma excelente ave para o columbófilo amador dos pombos de fantasia, pois o aperfeiçoamento das suas características é uma batalha que muitas vezes tem levado a êxitos em certames internacionais.
A sua selecção deve orientar-se no sentido de evitar:
- Comprimento ou altura excessivos, falta de largura ou de corpulência, porte inclinado e ausência do «andar de pato»;
- Cabeça estreita, com depressão na inserção do bico ou com acentuada «mesa»;
- Bico cruzado, fino, comprido, mal inserido, de papagaio, a «apontar» ou preto;
- Carúncula estreita e demasiado rugosa;
- Barbela pouco definida ou curva;
- Olhos de boi ou fraccionados;
- Orla demasiado vermelha, larga ou carnuda;
- Peito e dorso estreitos;
- «Croupion» direito;
- Asas descaídas ou cruzadas sobre a cauda;
- Pernas altas;
- Tarsos e dedos com penas;
- Cauda inclinada.